# Shane Carwin
Shane Bannister Carwin (Greeley, 4 de janeiro de 1975) é um ex-lutador estadunidense de artes marciais mistas (MMA), que competia na divisão dos pesos-pesados do Ultimate Fighting Championship (UFC) e foi campeão interino dos pesos-pesados do UFC. Tem duas notáveis vitórias sobre Gabriel Gonzaga e Frank Mir.

## Biografia
Carwin e seus dois irmãos foram criados por sua mãe, que tinha o objetivo de que todos seus filhos fizessem faculdade. Ele recebeu grau de bacharel em Engenharia Mecânica pela Colorado School of Mines e grau de bacharel em Tecnologia Ambiental da Western State College.
Carwin lutou na faculdade, tornou-se duas vezes campeão da NCAA Division II Wrestling National Runner-Up Heavyweight em 1996-97 e da NCAA II Wrestling Heavyweight National em 1999. Ele também foi duas vezes o All-American no futebol americano do Estado do Oeste.
Carwin tornou-se engenheiro de fora da faculdade e continua a trabalhar nesse campo, enquanto prossegue a sua carreira no MMA. Carwin também é um treinador de wrestling voluntário da University of Northern Colorado.

## Carreira no MMA
Carwin começou sua carriera no MMA, nocauteando Carlton Jones no WEC 17. Carwin venceu suas 8 primeiras lutas no primeiro round e se tornou o Campeão dos Pesos Pesados do Ring of Fire antes de assinar com o UFC. Em maio de 2013, o ex-Campeão Interino dos Pesos Pesados do UFC oficialmente se aposentou.

### UFC
Carwin fez sua estreia no UFC no card preliminar do UFC 84 contra Christian Wellisch. Ele venceu a luta através de um nocaute fulminante aos 44 segundos do primeiro round, demonstrando o seu poder Carwin acertou um forte soco de direita no rosto de Wellisch arrancando o protetor bocal de seu adversário. Carwin lutou novamente em Birmingham, Inglaterra, no UFC 89 contra Neil Wain, vencendo por nocaute técnico aos 1:31 do primeiro round.
No UFC 96, Carwin deu um passo importante no UFC, quando enfrentou ex-desafiante número ao cinturão dos Pesos Pesados e campeão mundial de Jiu-Jitsu Gabriel Gonzaga. No início da luta, Gonzaga colocou em prova o queixo de Carwin acertando três fortes cruzados de direita que fizeram Carwin tontear, em seguida Gonzaga derrubou Carwin, porém Carwin conseguiu se levantar em com um golpe fulminante de direita fez Gonzaga apagar. Essa foi a terceira vitória, o terceiro nocaute e a terceira luta que não passou do primeiro round de Carwin no UFC.
Estava programado uma luta entre Carwin e Cain Velasquez no UFC 104, para definir o desafiante número 1 ao cinturão dos Pesos Pesados, que enfrentaria Brock Lesnar. No entanto, o UFC reconsiderou a luta e confirmou que Carwin lutaria pelo cinturão no UFC 106 em 21 de novembro de 2009. A luta foi adiada após Lesnar se retirar devido a uma doença, a luta foi remarcada para o UFC 108. Na coletiva de imprensa pós luta do UFC 105, Dana White afirmou que Lesnar estava doente demais para competir e deve ficar afastado até o primeiro semestre de 2010 enquanto se recupera de uma distúrbio intestinal e cirurgia subsequente.
No UFC 111, Carwin enfrentou o ex-campeão dos Pesos Pesados do UFC Frank Mir, valendo o cinturão interino dos Pesos e Pesados e a chance de enfrentar Lesnar no UFC 116 em Julho. Carwin no início da luta pressionou Mir na grade acertando fortes golpes de esquerda, até Mir desabar e com socos contundentes venceu a luta por nocaute técnico em sua luta mais longa da carreira, Carwin além de se tornar campeão interino venceu o prêmio de "Nocaute da Noite".. Após a luta Carwin disse que "Esse título é fruto de trabalho de uma vida inteira…"

### Gigantes
O UFC 116, ficou conhecido como o confronto de dois lutadores gigantes pesando 120 kg, Brock Lesnar e Carwin travaram uma batalha sensacional. No início da luta Lesnar aparentemente recuperado da lesão mostrou-se muito rápido e quase conseguindo uma queda no inicio, Carwin manteve a estratégia de lutar em pé acertou um uppercut que fez Lesnar sentir, encurralado na grade. Lesnar sofreu muitos golpes fortes e no final recebeu uma grande cotovelada, porém Lesnar mostrou coração, garra e queixo para resistir o golpes e no final do round conseguiu se levantar, essa foi a primeira fez que Carwin não derrotou seu adversário no primeiro round. No segundo round Brock conseguiu com muita velocidade e reflexo derrubar Carwin, com calma passou a quarda até uma montada e em seguida encaixou um Katagatame (triângulo de braço) que derrubou a invencibilidade de Carwin, aos 3:52 do segundo round. Após a luta Carwin afirmou a Joe Rogan "Brock é um filho da p… de um casca grossa." em tom de brincadeira.

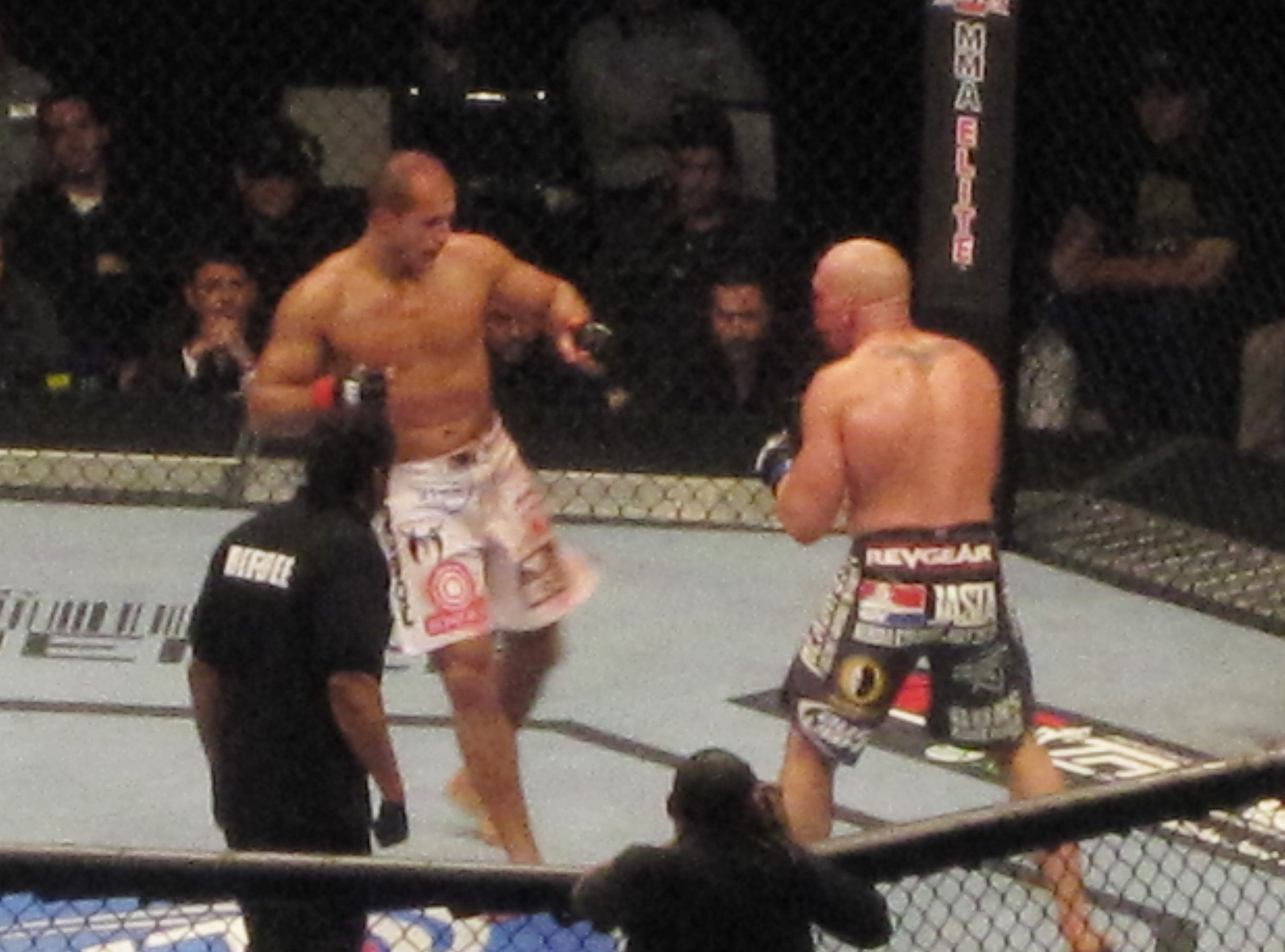
Shane Carwin contra Junior dos Santos no UFC 131.

Após a luta com Lesnar, Carwin viu seu nome envolvido em uma investigação do Ministério Público a uma rede de distribuição de Esteróides, pela investigação o nome de Carwin estava em uma lista de beneficiarios com mais 22 pessoas, entre atletas fisiculturista e lutadores. Carwin e seu empresário não quiseram comentar o caso, em sua carreira de cinco anos Carwin nunca testou positivo para nenhuma substância proibida. Após o escândalo, Dana White confirmou que Carwin voltaria a lutar em 1 de Janeiro no UFC 125 contra o campeão do TUF 10 Roy Nelson, porém Carwin teve que se retirar do evento após uma lesão nas costa, Carwin derá ser submetido a uma cirurgia e o tempo para recuperação é inderteminado. Após rumores sobre uma luta contra Cheick Kongo, Carwin foi confirmado em uma luta contra o norueguês estreante no UFC Jon Olav Einemo, a luta seria marcada para Junho no UFC 131, porém a luta acabaria sendo cancelado, como no mesmo evento Lesnar enfrentaria Junior dos Santos mas acabou tendo problemas de saúde, Carwin foi escalado apra enfrentar Dos Santos pela vaga de desafiante número 1 ao cinturão dos Pesos Pesados. No combate, Carwin estrategicamente partiu para cima para derrubar Cigano que se defendeu muito bem a queda e conseguiu facilmente sair do clinch contra a grade, em seguida Cigano começou a controlar Carwin através de seus jabs, em um momento de desatenção de Carwin, Cigano acertou um forte direto seguido de cruzado de esquerda que derrobou Carwin, após ver Carwin em quatro apoios Cigano castigou seu adversário no chão chegando até os segundos finais, onde Cigano ofereceu espaço para Carwin se levantar. No final do primeiro round, Carwin se dirigiu ao seu corner com o rosto completamente machucado. No segundo round, Carwin voltou decidido a nocautear Cigano e conseguiu acerta um forte golpe em seu adversário, porém Cigano controlou a maior parte do round com seu boxe rápido e conseguiu ainda acertar Carwin com um forte chute alto. No último round, Cigano voltou a imprimir um forte ritmo de jabs em Carwin que via seu rosto sendo ainda mais machucado, nos momentos finais do round, Cigano conseguiu duas boas quedas selando a vitória. Carwin acabou perdendo por decisão unânime (30-27, 30-27, 30-26).

## Cartel no MMA
| Res.    | Cartel | Oponente            | Método                       | Evento                          | Data       | Round | Tempo | Local                         | Notas                                                           |
| ------- | ------ | ------------------- | ---------------------------- | ------------------------------- | ---------- | ----- | ----- | ----------------------------- | --------------------------------------------------------------- |
| Derrota | 12-2   | Junior dos Santos   | Decisão (unânime)            | UFC 131: Dos Santos vs. Carwin  | 11/06/2011 | 3     | 5:00  | Vancouver, Colúmbia Britânica | Pela vaga de desafiante nº1 ao Cinturão Peso Pesado do UFC.     |
| Derrota | 12-1   | Brock Lesnar        | Finalização (Katagatame)     | UFC 116: Lesnar vs. Carwin      | 03/07/2010 | 2     | 3:52  | Las Vegas, Nevada             | Unificação do Cinturão Peso Pesado do UFC.                      |
| Vitória | 12–0   | Frank Mir           | Nocaute (socos)              | UFC 111: St. Pierre vs. Hardy   | 27/03/2010 | 1     | 3:48  | Newark, Nova Jersey           | Ganhou o Cinturão Interino Peso Pesado do UFC; Nocaute da Noite |
| Vitória | 11–0   | Gabriel Gonzaga     | Nocaute (soco)               | UFC 96: Jackson vs. Jardine     | 07/03/2009 | 1     | 1:09  | Columbus, Ohio                |                                                                 |
| Vitória | 10–0   | Neil Wain           | Nocaute Técnico (socos)      | UFC 89: Bisping vs. Leben       | 18/10/2008 | 1     | 1:31  | Birmingham                    |                                                                 |
| Vitória | 9–0    | Christian Wellisch  | Nocaute (soco)               | UFC 84: Ill Will                | 24/05/2008 | 1     | 0:44  | Las Vegas, Nevada             |                                                                 |
| Vitória | 8–0    | Sherman Pendergarst | Nocaute (soco)               | ROF 31 – Undisputed             | 11/12/2007 | 1     | 1:41  | Broomfield, Colorado          |                                                                 |
| Vitória | 7–0    | Rex Richards        | Finalização (guilhotina)     | Art of War 4                    | 27/10/2007 | 1     | 1:24  | Tunica, Mississippi           |                                                                 |
| Vitória | 6–0    | Rick Slaton         | Nocaute (soco)               | ROF 30 – Domination             | 15/09/2007 | 1     | 0:49  | Broomfield, Colorado          |                                                                 |
| Vitória | 5–0    | Chris Guillen       | Finalização (chave de braço) | Ultimate Texas Showdown 6       | 24/06/2006 | 1     | 0:29  | Frisco, Texas                 |                                                                 |
| Vitória | 4–0    | Justice Smith       | Nocaute Técnico (socos)      | Extreme Wars 3 – Bay Area Brawl | 03/06/2006 | 1     | 0:31  | Oakland, Califórnia           |                                                                 |
| Vitória | 3–0    | Jay McCown          | Finalização (mata leão)      | Ultimate Texas Showdown 5       | 29/04/2006 | 1     | 1:31  | Frisco, Texas                 |                                                                 |
| Vitória | 2–0    | Casey Jackson       | Finalização (guilhotina)     | Extreme Wars 2 – X-1            | 18/03/2006 | 1     | 0:22  | Honolulu, Hawaii              |                                                                 |
| Vitória | 1–0    | Carlton Jones       | Finalização (socos)          | WEC 17: Halloween Fury 4        | 14/10/2005 | 1     | 2:11  | Lemoore, Califórnia           |                                                                 |